# 比格克里克鎮區 (北卡羅萊納州斯托克斯縣)
比格克里克鎮區（英語：Big Creek Township）是位於美國北卡羅萊納州斯托克斯縣的一個鎮區。

## 地方資料
比格克里克鎮區的面積為130.27平方千米，皆為陸地。根據2020年美國人口普查的數據，當地共有人口2188人，而人口密度為每平方千米16.8人。